# Mallahalli, Heggadadevankote
Mallahalli là một làng thuộc tehsil Heggadadevankote, huyện Mysore, bang Karnataka, Ấn Độ.